# Séfonsterpolder
De Séfonsterpolder is een natuurgebied bij Rijs in de streek Gaasterland, in het zuidwesten van de Nederlandse provincie Fryslân.
De Séfonsterpolder van 25 hectare grenst aan de zuidoostzijde van het Rijsterbos en aan de noordwestzijde van de Zuiderfennenspolder. De polder werd in 2019 door de provincie Friesland ingericht met wandelpaden die aansluiten op de paden in het Rijsterbos. De Séfonsterpolder werd in 2020 verkocht aan de Friese natuurorganisatie It Fryske Gea. Deze organisatie beheert al het Rijsterbos. Het natuurgebied zal ontwikkeld worden tot een bosrand.
Balksterbos · 
Bremer wildernis ·
Elfbergen ·
Harichsterbos ·
Jolderenbos ·
Lycklamabos ·
Nijemirdumerheide ·
Oudemirdumer Klif ·
Rietpollen ·
Roekebos ·
Rijsterbos ·
Séfonsterpolder ·
Sondelerleien ·
Starnumanbossen ·
Steile Bank ·
Wijckelerhop ·
Wijde Rijn ·
Wikelerbosk ·
Wyldemerk ·
Het Zwin
Aeltsjemar
· De Alde Feanen
· Bakkeveense Duinen
· Bancopolder
· Bekhofschaans
· Bjirmen
· Blauhúster Puollen
· Bocht fan Molkwar
· Botmar
· Bouwepet
· Buismans Einekoai
· Bûtenfjild
· Van Coehoornbosk
· Delleboersterheide
· Diakonieveen
· Dobbe Stienser Aldlân
· Dobben Hurdegarypsterwarren
· Dunegeaster- en Follegeasterpolder
· Dyksfearten
· Eanjumerkolken
· Easterskar
· Einekoai Piaam
· Einekoaien Lytse Geast
· De Fluezen
· Grikelân en Turkije
· Grutte Wielen
· Heide Hulstreed
· De Hon
· Huitebuersterbûtenpolder
· Joodse begraafplaats Tacozijl
· Joodse begraafplaats Noordwolde
· Kapellepôle
· Ketelermar
· Ketliker Skar
· Kobbelân
· Lendebos
· Lindevallei
· Liphústerheide
· Makkumersúdmar
· Makkumerwaarden
· Mandefjild
· Martenastate
· Meulebos
· Meulereed
· Mokkebank
· Mûntsebuorsterpolder
· Noard-Fryslân Bûtendyks
· 't Oerd
· Ottema Wiersma reservaat
· Park Huize Olterterp
· Park Jongemastate
· Peazemerlannen
· Petgatten De Feanhoop
· Polders Koarnwert
· Ringwiel
· Rysterbosk
· De Ryp
· Schaopedobbe
· Séfonsterpolder
· Sippen-finnen
· Skiedingsboskje
· Slachtedyk
· Steile Bank
· Stokersdobbe
· Sudermarpolder
· Syp Set
· Taconisbosk
· Tsjongerwâlen
· Teroelster Sipen
· Unlân fan Jelsma
· Van Asperen einekoaien
· Warkumermar
· Warkumerwaard
· 't West
· Wilhelmina-oard
· Ychtenerfeanpolder